# Clarence S. Campbell Bowl

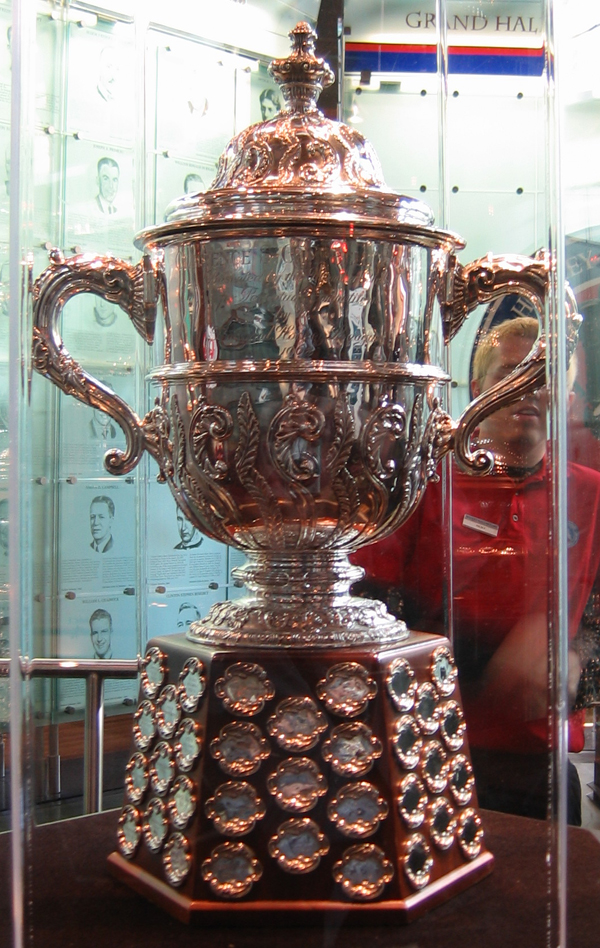
Clarence S. Campbell Bowl

De Clarence S. Campbell Bowl, meestal genoemd Campbell Trophy, is een prijs die wordt uitgereikt aan de winnaar van de play-offs van de Western Conference in de National Hockey League. De bokaal is van sterling zilver en komt uit 1878. Hij is vernoemd naar Clarence S. Campbell, een oud-directeur van de NHL van 1946 tot 1976.
De prijs wordt uitgereikt aan het beste team uit het westen. Dankzij de uitbreiding van de NHL is het westen een paar keer van naam veranderd, tot 1973 heette het de West Division, daarna de Campbbell Conference en sinds 1993 heet het de Western Conference. Tot 1981 werd de beker uitgereikt aan de winnaar van het reguliere seizoen in het westen, maar sindsdien wordt de bokaal overhandigd aan de winnaar van de play-offs. De Campbell Trophy is de tegenhanger van de Prince of Wales Trophy, die wordt uitgereikt aan de winnaar van het oosten.

## Winnaars van de Western Conference
- 2017-18 - Vegas Golden Knights
- 2016-17 - Nashville Predators
- 2015-16 - San Jose Sharks
- 2014-15 - Chicago Blackhawks
- 2013-14 - Los Angeles Kings
- 2012-13 - Chicago Blackhawks
- 2011-12 - Los Angeles Kings
- 2010-11 - Vancouver Canucks
- 2009-10 - Chicago Blackhawks
- 2008-09 - Detroit Red Wings
- 2007-08 - Detroit Red Wings
- 2006-07 - Mighty Ducks of Anaheim
- 2005-06 - Edmonton Oilers
- 2004-05 - Geen winnaar door de staking
- 2003-04 - Calgary Flames
- 2002-03 - Mighty Ducks of Anaheim
- 2001-02 - Detroit Red Wings
- 2000-01 - Colorado Avalanche
- 1999-00 - Dallas Stars
- 1998-99 - Dallas Stars
- 1997-98 - Detroit Red Wings
- 1996-97 - Detroit Red Wings
- 1995-96 - Colorado Avalanche
- 1994-95 - Detroit Red Wings
- 1993-94 - Vancouver Canucks

Edmonton is recordhouder met zeven keer winst, gevolgd door Philadelphia (nu oosten) en de Detroit Red Wings met zes keer.

## Trivia
Nadat een team de Campbell Trophy gewonnen heeft, gaat het door naar de Stanley Cup finale. Veel spelers durven dan ook niet de Campbell Trophy aan te raken, omdat ze denken dat ze dan het onheil over zich afroepen. Bovendien vinden veel mensen de conferencebeker maar een troostprijs, het gaat immers om de Stanley Cup.
Eastern Conference
Western Conference
Stanley Cup · Clarence S. Campbell Bowl · Prince of Wales Trophy · Presidents' Trophy · Hart Memorial Trophy · Lester B. Pearson Award · Conn Smythe Trophy · Art Ross Memorial Trophy · Maurice Richard Trophy · Calder Memorial Trophy · James Norris Memorial Trophy · Frank J. Selke Trophy · NHL plus/minus Award · Bill Masterton Memorial Trophy · Lady Byng Memorial Trophy · King Clancy Memorial Trophy · Mark Messier Leadership Award · Vezina Trophy · Roger Crozier Saving Grace Award · William M. Jennings Trophy · Jack Adams Award · Lester Patrick Trophy